# 현곡초등학교 (경북)

현곡초등학교는 대한민국 경상북도 경주시 현곡면 하구리에 있다초등학교이다.

## 학교 연혁
- 1930년 9월 15일 현곡공립보통학교(4년제) 개교(설립인가 7월 28일)
- 1938년 4월 1일 현곡공립심상소학교(6년제)로 개칭
- 1941년 4월 1일 현곡공립국민학교로 개칭
- 1949년 10월 1일 현곡국민학교 나원분교(現 나원초등학교) 분리
- 1981년 3월 10일 병설유치원 개원
- 1990년 9월 15일 개교 60주년 기념행사
- 1994년 3월 14일 학교 급식 실시
- 1996년 3월 1일 현곡초등학교로 개칭
- 1999년 9월 1일 가정초등학교와 통합
- 2008년 10월 29일 식당 겸 강당 준공
- 2009년 2월 17일 영어교실 준공
- 2020년 2월 13일 제88회 졸업(누계 4696명)
- 2020년 3월 1일 제31대 장보윤 교장 취임
- 2024년 6월 1일화재 발생

## 학교 동문
ㅗ겨겨겨겨

## 참고 자료
- 현곡초등학교 - 한국교육학술정보원 학교알리미